# Vindija
Vindija d.d. (Sitz in Varaždin) ist einer der größten Lebensmittelhersteller in Kroatien. Vindija wurde im Jahr 1959 mit etwa 20 Mitarbeitern gegründet. Damals wurde frische Milch nur im Stadtgebiet Varaždin ausgeliefert. Das Unternehmen ist unter der Nummer 070015836 im Handelsregister verzeichnet.

## Geschichte
Das als Stadtmolkerei gegründete Unternehmen kaufte aus den benachbarten Dörfern anfänglich jährlich bis zu 1.500.000 Liter Milch. Diese wurde in Glasflaschen direkt beim Kunden an die Haustür geliefert. 1961 wurde in den Bau einer Molkerei und eine Produktionserweiterung investiert, nun wurden neben den Milchprodukten auch Säfte und Limonade in Flaschen angeboten. Seit 1965 ist Dragutin Drk Geschäftsführer von Vindija. Seit 1970 ist dies der Name des Unternehmens, der sich von der Vindija-Höhle in der Hrvatsko Zagorje ableitet. Die Milch wurde noch bis 1970 in Glasflaschen abgefüllt. Später wurde zuerst auf Plastiktüten und dann 1977 auf Tetra Pak umgestellt. Ende der 1970er Jahre begann die Expansion des Unternehmens im damaligen Jugoslawien. Zugleich wird auch das Sortiment erweitert und eine Produktionslinie für Pudding errichtet. 1995 kamen das Unternehmen Koka (ein Produzent von Hühnerfleischprodukten) und Latica (eine Bäckerei im Landkreis Varaždin) hinzu. Im Jahr 1997 wurden das Unternehmen ViR 1898 (Rinderfleischverarbeitung) und 2003 die Molkerei Novi Domil eingegliedert. Es folgte 2006 die Eröffnung der eigenen Viehfutterfabrik BIOdar.
Hauptprodukte des Unternehmens sind Frischmilcherzeugnisse, Käse, Joghurt und Nachspeisen wie Pudding oder Milchreis sowie Fruchtsäfte, Fleischprodukte und Proteinerzeugnisse. Vindija ist mit eigenen Handelszentren in den größten Städten Kroatiens präsent. Der Vertrieb der Produkte wird über die „Vindija Trade“ organisiert. Zielgebiete sind Bosnien und Herzegowina, Serbien sowie in die Nordmazedonien. Des Weiteren exportiert Vindija seine Produkte auch andere Länder der Europäischen Union. Die Mitarbeiterzahl wurde im Jahr 2007 mit 1080 angegeben. Im Jahr 2020 besteht die Vindija-Gruppe aus 14 Unternehmen. 8 sind in Kroatien und 6 in Nachbarländern ansässig. Mit mehr als 4000 Mitarbeitern erwirtschaftet die Gruppe einen Jahresumsatz von 400 Millionen Euro.
Vindija erzielte in den Jahren 2007 bis 2011 jeweils die Goldmedaille beim „Poslovne Hrvatske“ (Business Croatia).